# Santo Domingo (Equador)
Santo Domingo, també coneguda com a Santo Domingo de los Colorados, és una ciutat de l'Equador; capçalera cantonal de Santo Domingo i capital de la província de Santo Domingo de los Tsáchilas, així com la urbs més gran i poblada d'aquesta província. Es localitza a la riba esquerra del riu Toachi, al centre-nord de la regió litoral de l'Equador, als flancs externs de la serralada occidental dels Andes, a una altitud de 550 msnm i amb un clima plujós tropical amb una temperatura mitjana anual de 22,2 °C.
Al cens del 2010 tenia 270.875 habitants, la qual cosa la converteix en la quarta ciutat més poblada del país darrere de Quito, Guayaquil i Cuenca. La ciutat és el nucli de l'àrea metropolitana de Santo Domingo, la qual està constituïda a més per ciutats i parròquies rurals properes. El conglomerat acull 456.244 habitants, i ocupa la vuitena posició entre les conurbacions de l'Equador.
Els seus orígens daten de l'època colonial, però és a mitjans del segle xx, a causa de la seva ubicació geogràfica, que enllaça diverses ciutats del país, quan presenta un accelerat creixement demogràfic fins a establir un poblat urbà, que seria posteriorment, un dels principals nuclis urbans de la nació. És un dels centres administratius, econòmics, financers i comercials més importants de l'Equador. Les activitats principals de la ciutat són el comerç, la ramaderia, la indústria i el transport.